# Polypedilum esakii
Polypedilum esakii är en tvåvingeart som först beskrevs av Tokunaga 1964.  Polypedilum esakii ingår i släktet Polypedilum och familjen fjädermyggor.
Artens utbredningsområde är Guam. Inga underarter finns listade i Catalogue of Life.